# Yellow Flicker Beat
"Yellow Flicker Beat" là bài hát của nữ ca sĩ thu âm người New Zealand Lorde. Được sáng tác bởi Lorde và Joel Little và sản xuất bởi Little và Paul Epworth, bài hát được phát hành vào ngày 29 tháng 9 năm 2014, trở thành đĩa đơn đầu tiên từ album nhạc phim cho bộ phim điện ảnh The Hunger Games: Húng nhại – Phần 1, phát hành bởi hãng thu âm Republic Records. "Yellow Flicker Beat", với sự xuất hiện của một số âm thanh điện tử, được coi là một bài hát thuộc thể loại nhạc art pop và electropop. Phong cách âm nhạc của "Yellow Flicker Beat" được so sánh với các sản phẩm âm nhạc được phát hành trước đó của Lorde như bài hát "Biting Down" trong The Love Club EP (2013) và album phòng thu đầu tay của cô, Pure Heroine (2013). Phần lời của bài hát có liên quan tới sự nổi dậy của Katniss Everdeen, nhân vật nữ chính trong The Hunger Games.
Bài hát được tiếp nhận khá tốt từ các nhà phê bình âm nhạc, họ đề cao phần lời nhạc đã trưởng thành hơn so với các sản phẩm trước đó của Lorde. Về mặt thương mại, "Yellow Flicker Beat" đạt ví trí cao nhất là ba mươi tư trên bảng xếp hạng Billboard Hot 100 của Mỹ và lọt vào các bảng xếp hạng âm nhạc của nhiều quốc gia, trong đó có Úc, Canada và New Zealand. Video âm nhạc của bài hát được đạo diễn bởi Emily Kai Bock được phát hành vào ngày 7 tháng 11 năm 2014. Bốn ngày sau, một bản phối khác của bài hát có tựa đề "Flicker (Kanye West Rework)" đồng sản xuất bởi Lorde và Kanye West được phát hành. Lorde biểu diễn bài hát tại Giải thưởng Âm nhạc Mỹ năm 2014 vào ngày 23 tháng 11 năm 2014. Bài hát được đề cử cho hạng mục Ca khúc trong him hay nhất tại Giải Quả cầu vàng lần thứ 72, và Ca khúc trong phim hay nhất tại Giải chọn lựa của các nhà phê bình phim lần thứ 20.

## Bối cảnh và phát hành
Ngày 31 tháng 7 năm 2014, Lorde được công bố sẽ thu âm một số bài hát cho album nhạc phim The Hunger Games: Húng nhại – Phần 1. Ngày 23 tháng 9 năm 2014, Lorde thông báo rằng bài hát có tựa đề "Yellow Flicker Beat" sẽ được phát hành vào ngày 29 tháng 9 năm 2014.
Bài hát được sáng tác bởi Lorde và Joel Little và được sản xuất bởi Paul Epworth. "Yellow Flicker Beat" được thu âm tại Phòng thu Lakehouse Recording Studios tại New Jersey vào ngày 28 và 29 tháng 8 năm 2014. Bài hát được chỉnh sửa bởi Matt Wiggins và Erik Kase Romero. Vào ngày 29 tháng 9 năm 2014, "Yellow Flicker Beat" được phát hành kĩ thuật số trên cửa hàng trực tuyến iTunes Store trên toàn thế giới bởi Republic Records. Cùng ngày đó, bài hát được gửi tới đài phát thanh contemporary hit radio của Ý và đài adult album alternative (AAA) cùng với đài modern rock của Mỹ.

## Video âm nhạc
Video âm nhạc cho "Yellow Flicker Beat" được đạo diễn bởi Emily Kai Bock và được phát hành vào ngày 7 tháng 11 năm 2014 lúc nửa đêm (giờ New Zealand), khi Lorde bước sang tuổi mười tám. Video mở đầu với cảnh Lorde hát trong một căn phòng trọ đèn mờ, với kiểu tóc hất ngược ra phía sau. Sau đó, video thể hiện Lorde ở nhiều ảnh quay và ở những địa điểm khác nhau: trong phòng bếp, trên đường cao tốc, trong một nhà chứa máy bay và trong một bữa tiệc cocktail mang phong cách thập niên 1920. Ở mỗi địa điểm, Lorde lại xuất hiện với những phong cách khác nhau, về cả trang phục lẫn cách trang điểm. Và cũng trong những cảnh quay này, Lorde "thể hiện những điệu nhảy giậm giật đầy mê hoặc của mình."
Zach Dionne từ Billboard khen ngợi phong cách thời trang ở trong video và cho rằng nó thật "tuyệt vời". Jon Blistein của Rolling Stone thì cho rằng video âm nhạc này hầu như chẳng liên quan gì đến The Hunger Games; tuy nhiên, nó lại bắt được cái "sự dễ bị ghét bỏ và tính bất chấp vốn là nguồn nhiên liệu cho Katniss." Tương tự, Andrew Untergerger từ Spin viết rằng video này rất "đáng thất vọng [bởi vì] nó không có bất kì một cảnh quay Hunger Games nào bên trong", sau đó khen ngợi việc sản xuất tổng quan và gọi nó "mang chất điện ảnh." Còn đại diện cho MTV News, Abby Devora viết rằng Lorde đang "thực sự chạm đến cái chất riêng của mình" và gọi nó là một sự thay đổi đáng mong đợi so với các video âm nhạc trước đó của Lorde.

## Biểu diễn trực tiếp
Vào ngày 2 tháng 10 năm 2014, Lorde biểu diễn "Yellow Flicker Beat" lần đầu tiên tại nhà hát Hearst Greek Theatre tại Berkeley, California. Cuối tháng đó, cô biểu diễn trực tiếp bài hát tại lễ hội âm nhạc ACL Music Festival. Lorde cũng biểu diễn "Yellow Flicker Beat" tại Giải thưởng Âm nhạc Mỹ năm 2014 vào ngày 23 tháng 11 năm 2014. Billboard mô tả buổi biểu diễn này "...thành thật mà nói, đây là chân dung không tì vết của cái chất riêng trong Lorde.", và miêu tả nó "tốt một cách đáng sợ".

## Bản phối của Kanye West
Lorde và Kanye West hợp tác sản xuất một phiên bản khác của "Yellow Flicker Beat", lấy tựa là "Flicker (Kanye West Rework)", cũng nằm trong album nhạc phim của  Mockingjay – Part 1, tại một phòng thu ở Malibu, California. Bản phối được phát hành vào ngày 11 tháng 11 năm 2014, là một trong các bài hát được mua trước từ album. Nói về việc cộng tác với West, Lorde bình luận, "Anh ấy thật là kín đáo tôi cảm thấy kì quặc khi nói về cách mà anh ta thực hiện mọi việc. Tôi cảm thấy thật may mắn khi thậm chí còn được ở chung phòng cùng anh ta." Bản phối này là sự kết hợp giữa việc tối giản phần sản xuất, tiếng synthesiser với "kết cấu ghê rợn" và những nhịp đập "bùm bụp, nặng trĩu và vang vọng", tuy nhiên nó lại không có sự góp giọng của West. Theo như một số nhà phê bình âm nhạc, phần sản xuất của bản phối gợi nhớ tới album Yeezus (2013) của West. Emilee Lindner từ MTV News cho rằng phiên bản làm lại này "ghê rợn một cách tuyệt vời."

## Danh sách bài hát
Tải nhạc số
1. "Yellow Flicker Beat" – 3:52

## Xếp hạng
| Bảng xếp hạng (2014)                            | Vị trí cao nhất |
| ----------------------------------------------- | --------------- |
| Úc (ARIA)                                       | 25              |
| Áo (Ö3 Austria Top 40)                          | 35              |
| Bỉ (Ultratip Flanders)                          | 3               |
| Canada (Canadian Hot 100)                       | 21              |
| Pháp (SNEP)                                     | 93              |
| Trường songid là BẮT BUỘC CHO BẢNG XẾP HẠNG ĐỨC | 38              |
| Hungary (Single Top 40)                         | 16              |
| Ireland (IRMA)                                  | 83              |
| New Zealand (Recorded Music NZ)                 | 4               |
| Thụy Sĩ (Schweizer Hitparade)                   | 27              |
| UK Singles (Official Charts Company)            | 71              |
| Hoa Kỳ Billboard Hot 100                        | 34              |
| Hoa Kỳ Hot Rock Songs (Billboard)               | 3               |
| Hoa Kỳ Alternative Songs (Billboard)            | 10              |

| Bảng xếp hạng (2014)          | Vị trí |
| ----------------------------- | ------ |
| New Zealand (RMNZ)            | 48     |
| US Hot Rock Songs (Billboard) | 56     |

## Chứng nhận
| Quốc gia                                                                           | Chứng nhận | Số đơn vị/doanh số chứng nhận |
| ---------------------------------------------------------------------------------- | ---------- | ----------------------------- |
| Úc (ARIA)                                                                          | Vàng       | 35.000^                       |
| New Zealand (RMNZ)                                                                 | Bạch kim   | 15.000*                       |
| * Chứng nhận dựa theo doanh số tiêu thụ. ^ Chứng nhận dựa theo doanh số nhập hàng. |            |                               |

## Lịch sử phát hành
| Quốc gia    | Ngày                | Định dạng               | Hãng đĩa                      |
| ----------- | ------------------- | ----------------------- | ----------------------------- |
| Úc          | 29 tháng 9 năm 2014 | Tải nhạc số             | Republic Records              |
| Bỉ          | 29 tháng 9 năm 2014 | Tải nhạc số             | Republic Records              |
| Canada      | 29 tháng 9 năm 2014 | Tải nhạc số             | Republic Records              |
| Phần Lan    | 29 tháng 9 năm 2014 | Tải nhạc số             | Republic Records              |
| Đức         | 29 tháng 9 năm 2014 | Tải nhạc số             | Republic Records              |
| New Zealand | 29 tháng 9 năm 2014 | Tải nhạc số             | Republic Records              |
| Bồ Đào Nha  | 29 tháng 9 năm 2014 | Tải nhạc số             | Republic Records              |
| Tây Ban Nha | 29 tháng 9 năm 2014 | Tải nhạc số             | Republic Records              |
| Thụy Sĩ     | 29 tháng 9 năm 2014 | Tải nhạc số             | Republic Records              |
| Anh         | 29 tháng 9 năm 2014 | Tải nhạc số             | Republic Records              |
| Mỹ          | 29 tháng 9 năm 2014 | Tải nhạc số             | Republic Records              |
| Ý           | 29 tháng 9 năm 2014 | Contemporary hit radio  | Universal Music Group         |
| Mỹ          | 29 tháng 9 năm 2014 | Adult album alternative | Lava Records Republic Records |
| Mỹ          | 29 tháng 9 năm 2014 | Modern rock             | Lava Records Republic Records |